# Polia
Polia es un municipio sito en el territorio de la provincia de Vibo Valentia, en Calabria, Italia.
El municipio está dividido en cuatro fracciones: Cellia y Poliolo, que constituyen Polia Centro, Tre Croci y Menniti, la fracción más poblada. También están los distritos de Faldella, Lia, y Piano del Bosco. Polia era la sede de una planta de agua mineral llamada Camarda, como la homónima fuente adyacente.

## Demografía
| Gráfica de evolución demográfica de Polia entre 1861 y 2001 |
|                                                             |
| Fuente ISTAT - elaboración gráfica a cargo de Wikipedia     |